# フェルディナント・バイエル
フェルディナント・バイエル（Ferdinand Beyer, 1806年7月25日 - 1863年5月14日）は、ドイツの作曲家、ピアニスト。1850年頃に著した『ピアノ奏法入門書』（いわゆる『バイエルピアノ教本』）は、ピアノを学ぶ者に最適な入門書として日本で長く親しまれている。
なお、「フェルディナント・バイエル」は舞台ドイツ語の発音を元にした表記で、現在のドイツ語では「フェアディナント・バイアー」のように発音される。

## 経歴
クヴェアフルト（ハレ近郊、当時ザクセン選帝侯領）の出身。生年については、1803年説や1805年説など諸説あり、長らく1803年説が有力とされてきたが、奈良教育大学の安田寛教授による当時の戸籍や洗礼記録による調査により、生年が1806年であることが確認されている。父は仕立て屋の親方（マイスター）で母は近郊のテューリンゲン州、ケレダ出身のオルガニスト。母方の祖父も地区の教会付きのカントルでオルガニストであった。12歳でライプツィヒの神学校に送られ、聖職教育を受けるが、ここでコーラスとオルガン、またピアノの訓練も積む。16歳の時点で父親が死去したことを機に音楽を本格的に専攻する。
20代の時期は作曲家を目指し、また各地でピアノの演奏旅行するなどしたが挫折した。28歳で結婚し、マインツに移住した。ピアノの教師として生計を立て、またショット社（Schott Music、1770年設立。英語版・独語版）の専属作家となり大衆向けの楽譜、また自身の小品を多量に書いた。19世紀当時の「軽音楽作曲家・編曲家」であり、ピアノ教則本以外では幻想曲やディヴェルティメントなども作曲したほか、「日本の船乗りの歌（Japanesisches Schifferlied）」など60曲以上の愛国歌などをピアノ曲に編曲した。「愛国歌」の目録は当時の雑誌『ホーフマイスター』に記載されているものの、1982年現在、楽譜のほとんどが残っていないともいわれている。
これらの作曲活動は経済的な成功をおさめ、バイエルの死後も「愛国歌」シリーズが発売されるなど、バイエルの名前は、いわば当時の「トレードマーク」となっていた。それにもかかわらず、当時権威となっていた音楽百科事典の執筆者などからの評価は総じて低く、音楽の専門家からはまったく評価されなかった。これにはロマン主義的な流れを組む当時の権威が、当時勃興しつつあった大衆音楽に全く理解を示さなかったという背景事情がある。
マインツで没す。マンハイムという説もある。墓所はマインツ中央墓地にあったが第二次大戦末期の空襲で破壊されて、跡地のみが確認できる。

## バイエルピアノ教則本
日本では『バイエルピアノ教則本』として知られる『ピアノ奏法入門書』（Vorschule im Klavierspiel, Op. 101）作品101は、1851年ごろ、詳しくは1850年8月30日にショット社が発行したものが初版であると推定されている。子供など、主に初めてピアノを練習する者を対象としている。全106曲といくつかの予備練習で構成されており、題名などはない。先生と生徒で演奏する連弾曲も含まれている。併用曲集・副教材として、『付録: 大好きな旋律による100の気晴らし曲集』（Melodienbuch, 100 Erholungen für die Jegend in kleinen Lektionen über beliebte Motive für Klavier, Op. 101bis）作品101bisが存在するが、今日顧みられることは稀である。この曲集は、ドイツや西欧各地の民謡集、またオペラの有名な旋律からなる。
『バイエルピアノ教則本』は日本での決定的な地位を保ち続けてきた他、韓国でも盛んに使用されている。ドイツ語・フランス語・英語・イタリア語・スペイン語・チェコ語など、さまざまな言語でも出版されている。
問題として、右手がメロディー左手が伴奏というパターンが多いこと、調性に限りがあること、奏法に偏りがあること、曲数が多く、また曲名無しの番号の連続でモティベーションが損なわれやすいことなどが指摘されている。米国ではバイエルはごく少数派に過ぎず、トンプソンやジーン・バスティン（バスティンメソード）、バーナムの初級教本が多く使われている。欧州ではドビュッシー、ショパン、バルトーク、カバレフスキーなどの初級小曲集を使用することが多く、バイエルの使用は限定的である。日本でもバイエル以外に欧米流の教本や「ピアノどりーむ」などの教本を採用しているピアノ教師も多い。
『バイエルピアノ教則本』は、小学校の教員採用試験受験科目の実技試験に指定されることがある。

### 日本での受容

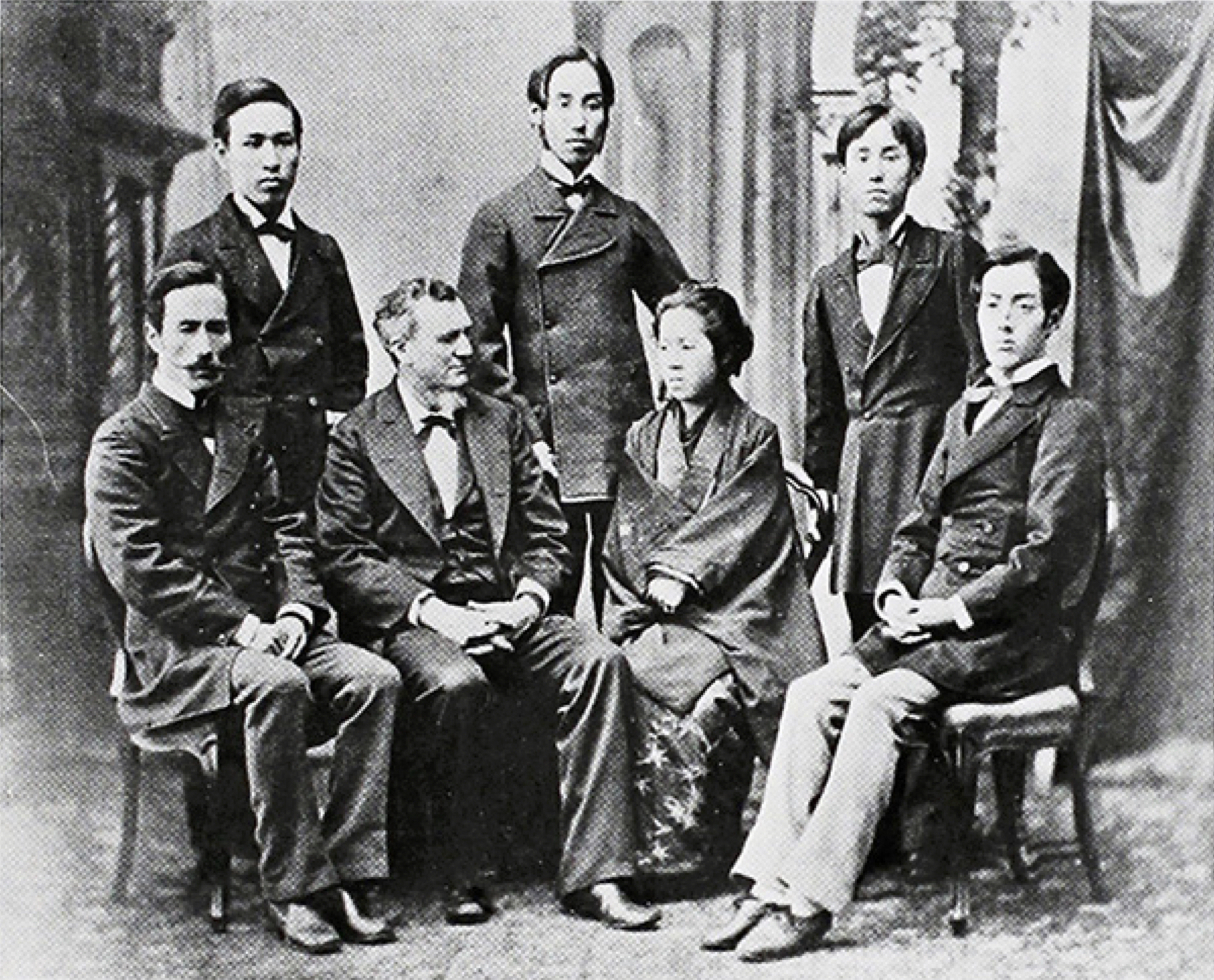
東京音楽学校教員時代のメーソン（前列左から2番目）

『バイエルピアノ教則本』は1881年（明治13年）にアメリカ人ルーサー・ホワイティング・メーソンによって日本に紹介された。その背景として、アメリカ・ニューイングランド音楽院のピアノ教授スタッフの一人、スティーヴン・アルバート・エメリーがメーソンをバックアップしており、当時のニューイングランド音楽院ピアノ教育課程でも「標準的な作曲家のものから採った」中に『バイエルピアノ教則本』の一部がふくまれていたことがわかっている。今日、日本で標準的に手に入る「子供のバイエル」等、各種の『バイエルピアノ教則本』の類は上述のエメリーの他、また園田清秀、一宮道子、田中すみ、酒田富治らの編集・拡張が加えられたものである。これらは高度経済成長期の一般家庭へのピアノの爆発的普及を背景に、日本独自の「バイエル文化」とも言えるものを築きあげることとなった。「子供のバイエル」の「赤バイエル」と「黄バイエル」といった分け方も独自のものである。安田寛は、これらの事情から、日本に最も影響を与えた音楽家はバッハやモーツァルトよりもむしろバイエルであるとしている。またその教則本の本来の意図は、1番と2番で現れる主題に対する変奏曲を中心としたものであり、上述の母方のドイツ・プロテスタント音楽の伝統にのっとり、コラールを始めとする賛美歌の伴奏を行えるようにするための訓練ではなかったか、としている。